# 751 (szám)
A 751 (római számmal: DCCLI) egy természetes szám, prímszám.

## A szám a matematikában
A tízes számrendszerbeli 751-es a kettes számrendszerben 1011101111, a nyolcas számrendszerben 1357, a tizenhatos számrendszerben 2EF alakban írható fel.
A 751 páratlan szám, prímszám. Normálalakban a 7,51 · 102 szorzattal írható fel.
Mírp.
A 751 négyzete 564 001, köbe 423 564 751, négyzetgyöke 27,40438, köbgyöke 9,08964, reciproka 0,0013316. A 751 egység sugarú kör kerülete 4718,67217 egység, területe 1 771 861,398 területegység; a 751 egység sugarú gömb térfogata 1 774 223 880,1 térfogategység.
A 751 helyen az Euler-függvény helyettesítési értéke 750, a Möbius-függvényé −1.